# Cynthia Germanotta
Cynthia Louise Germanotta (nacida Cynthia Louise Bissett; Wheeling, 30 de agosto de 1954) es una filántropa, activista y empresaria estadounidense, presidenta de la Fundación Born This Way, que cofundó con su hija Lady Gaga en 2012.

## Primeros años
Germanotta nació y se crio en Wheeling, Virginia Occidental. Sus padres fueron Paul Douglas Bissett, un agente de seguros de State Farm que cantó con el McMechen Men's Chorus y el McMechen Methodist Choir, y Veronica Rose Ferrie. Es de ascendencia italiana por parte de su madre y de ascendencia escocesa, inglesa y alemana por parte de su padre. Tiene un hermano mayor, Paul, y una hermana menor, Cheryl Ann.
Germanotta se graduó de la escuela secundaria John Marshall y posteriormente asistió a la Universidad de Virginia Occidental y obtuvo una maestría en administración pública de la Universidad George Washington. Mientras estaba en la Universidad de Virginia Occidental, Germanotta fue animadora y miembro de Chi Omega, una fraternidad femenina.
Germanotta trabajó para la empresa global de Verizon Communications como ejecutiva de telecomunicaciones en ventas y administración.

## Filantropía y activismo
En 2012, Germanotta y su hija, Lady Gaga, cofundaron la Fundación Born This Way, una organización sin fines de lucro enfocada en inspirar a los jóvenes a acabar con el acoso escolar y construir comunidades. Más tarde, ese mismo año, la fundación recibió el Premio al Logro Sobresaliente del Family Online Safety Institute. Bajo el liderazgo de Germanotta, la fundación también recibió el premio Special Friend to Children de la Asociación Nacional de Psicólogos Escolares en 2013 y el premio No Place for Hate Making a Difference de la Liga Antidifamación en 2015. Germanotta fue aclamada por la organización PFLAG por su defensa de la salud mental de los jóvenes.
El 10 de junio de 2018, Germanotta se dirigió a la Asamblea General de las Naciones Unidas en nombre de la Fundación Born This Way y lanzó la iniciativa «Unidos por la Salud Mental Global». El 20 de mayo de 2019, la Organización Mundial de la Salud anunció que Germanotta sería uno de los cuatro nuevos Embajadores de Buena Voluntad, de la rama de la salud mental.

## Vida personal
Germanotta está casada con Joseph Germanotta, un empresario de Internet y restaurador (propietario del Art Bird & Whiskey Bar), con quien reside en Upper West Side, en Manhattan. Anteriormente vivió en West Village. Son dueños de un restaurante italiano en Nueva York llamado Joanne Trattoria y tienen dos hijas, Lady Gaga y Natali Germanotta. En 2017, apareció en el documental Gaga: Five Foot Two. Es católica.